# Лук однолистный (Allium unifolium)
Лук одноли́стный (лат. Állium unifólium) — вид луковичных цветковых растений, относящийся к роду Лук (Allium).
Распространён на крайнем западе Северной Америки.
Декоративное растение с ярко-розовыми цветками.

## Ботаническое описание
Луковицы одиночные, ежегодно сменяющиеся новыми, образующимися на корневище; к цветению луковица прошлого года практически отмирает (за исключением корней и оболочек), она 1—2 см длиной и до 1,5 см шириной, яйцевидная. Внешние оболочки бледно-коричневые, тонкосетчатые, внутренние — белые. Листья зелёные, к цветению сохраняющиеся или начинающие отсыхать с концов, в числе двух — трёх, плоские, иногда несколько килеватые, серповидно загнутые, 18—50 см длиной и 4—10 мм шириной.
Стрелка одиночная, прямостоячая, цилиндрическая, 20—8 см высотой и 2—7 мм толщиной. Соцветие о 15—35 цветках, рыхлое, полушаровидное, с двумя сохраняющимися листочками покрывала ланцетно-яйцевидной до широкояйцевидной формы, на верхушке заострёнными. Цветки 11—15 мм в диаметре, ярко-розовые, редко белые, с неравными (внутренние несколько короче и уже внешних) яйцевидными или обратнояйцевидными листочками околоцветника, на верхушке острыми до тупых и выемчатых. Столбик равен тычинкам по длине, с головчатым рыльцем.

## Распространение
Эндемик района Береговых хребтов Северной Америки (штаты Орегон и Калифорния). Встречается по берегам ручьёв на глинистых почвах, на высотах до 1100 м.

## Таксономия
Allium unifolium Kellogg, Proc. Calif. Acad. Sci. 2: 112 (1863).

### Синонимы
- Allium grandisceptrum Davidson, 1924
- Allium unifolium Greene, 1890